# Ksi2 Sagittarii
Ksi² Sagittarii (ξ² Sgr) – gwiazda w gwiazdozbiorze Strzelca, odległa o 365 lat świetlnych od Słońca.

## Charakterystyka
Ksi² Sagittarii to olbrzym (lub jasny olbrzym) reprezentujący typ widmowy K (ewentualnie typ G8). Jego temperatura jest oceniana na 4000 kelwinów. Gwiazda ma promień 38 razy większy niż Słońce i pięć razy większą masę. W jej jądrze na tym etapie ewolucji trwa stabilna synteza helu w węgiel i tlen. Gwiazda wolno rotuje, jeden jej obrót trwa do 300 dni. Bywa zakrywana przez Księżyc.